# Koźlice (powiat lubiński)
Koźlice – wieś w Polsce położona w województwie dolnośląskim, w powiecie lubińskim, w gminie Rudna.

## Podział administracyjny
W latach 1975–1998 miejscowość należała administracyjnie do województwa legnickiego.

## Środowisko naturalne
Wieś znajduje się w obrębie mikroregionu Wzgórza Polkowickie, wchodzącego w skład mezoregionu Wzgórza Dalkowskie.

## Historia
Wieś ma rodowód średniowieczny. Dwór powstał zapewne w XVI wieku. Szersze informacje o lokalnych dobrach pochodzą z 2. połowy XVIII wieku, kiedy to właścicielem ich był Grumbkow, a potem rotmistrz von Schmettow. We wsi funkcjonowały wówczas trzy folwarki. W 1842 zbudowano szkołę ewangelicką. Od 1876 (Paul von Wiedner) do II wojny światowej wieś pozostawała w rękach rodu Wiednerów. 

## Zabytki
Do rejestru zabytków wpisano:
- pozostałości dawnego zespołu dworskiego z przekształconym na budynek mieszkalny dworem (pierwotnie z XVI wieku[6]) i resztkami parku,
- zdewastowany cmentarz ewangelicki utworzony przed 1945,
- fragment dawnego pomnika mieszkańców wsi poległych podczas I wojny światowej[7].

Wieś ma charakter wielodrożnicy. Wokół występują liczne stanowiska archeologiczne.